# Hufglocke

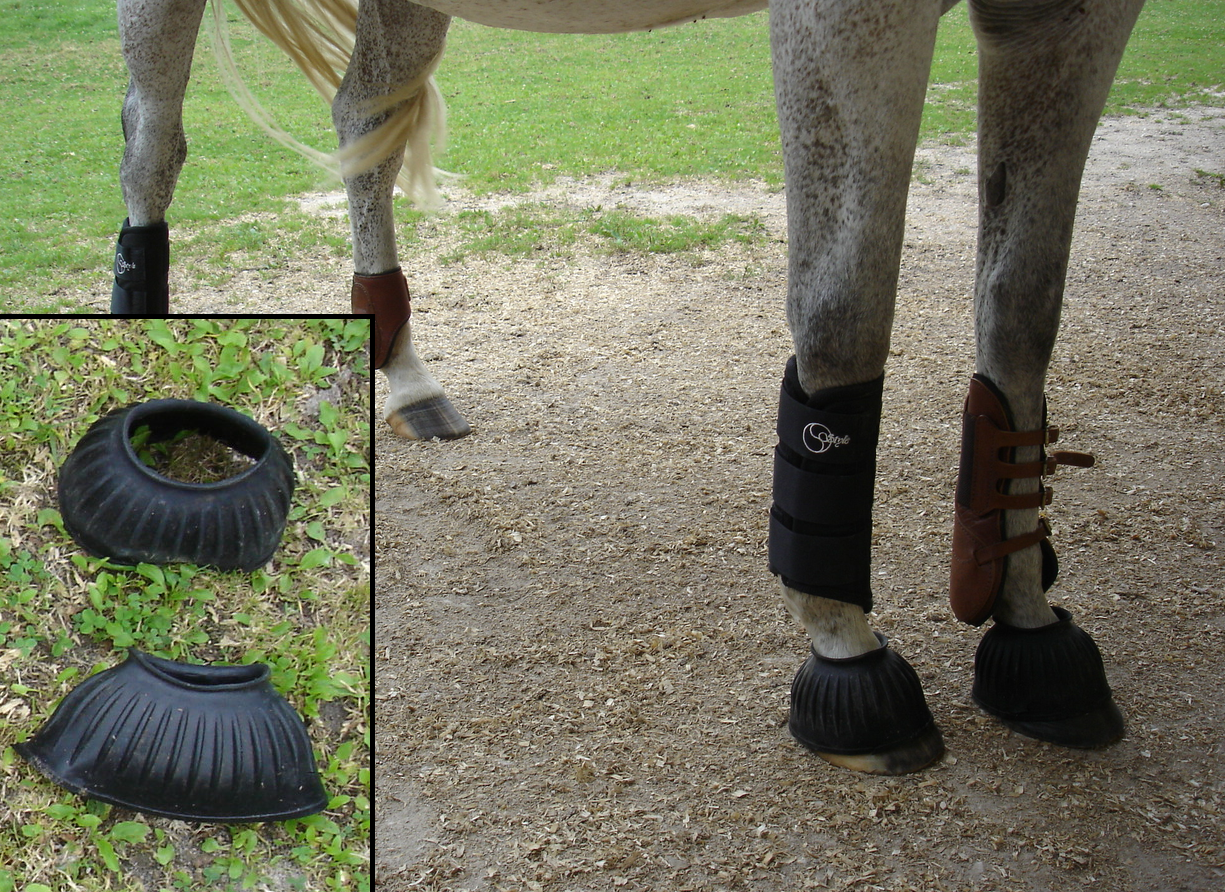
Springglocken

Die Hufglocke (auch Sprungglocke, Springglocke) ist ein Ausrüstungsgegenstand im Reitsport und wird vor allem genutzt, um den Ballen des Pferdes zu schützen.
Glocken werden meist beim Springen eingesetzt, damit das Pferd sich bei der Landung nicht mit den Hinterbeinen in die vorderen Ballen tritt. Zudem können sie bei Pferden, die unsicher sind und Gefahr laufen, sich selbst zu treten, schützend angelegt werden. Bei Rennpferden dienen Gummiglocken primär dem Schutz der Pferdeballen, machen aber durch verschiedene Gewichtung der Glocken die Vorderhand schwerer und beeinflussen damit den Gang. Beim Polo werden ebenfalls Glocken zum Schutz der Pferdeballen eingesetzt, da es bei den vielen kurzen Wendungen und dem engen Zusammenreiten oft zu Tritten auf die Pferdebeine kommt.
Springglocken sind ca. 10 cm breit und sind in verschiedenen Materialien, Stärken und Gewichten erhältlich. Glocken aus Gummi oder Latex werden umgedreht, über den Pferdehuf gezogen und dann wieder zurückgeklappt. Mit Neopren bezogene Schaumstoffglocken werden um den Huf gewickelt und mit einem Klettverschluss befestigt.
Hufglocken sind auch dafür, dass das Pferd sich nicht die Hufeisen abtreten kann.